# St. Wigbertus (Hermstedt)

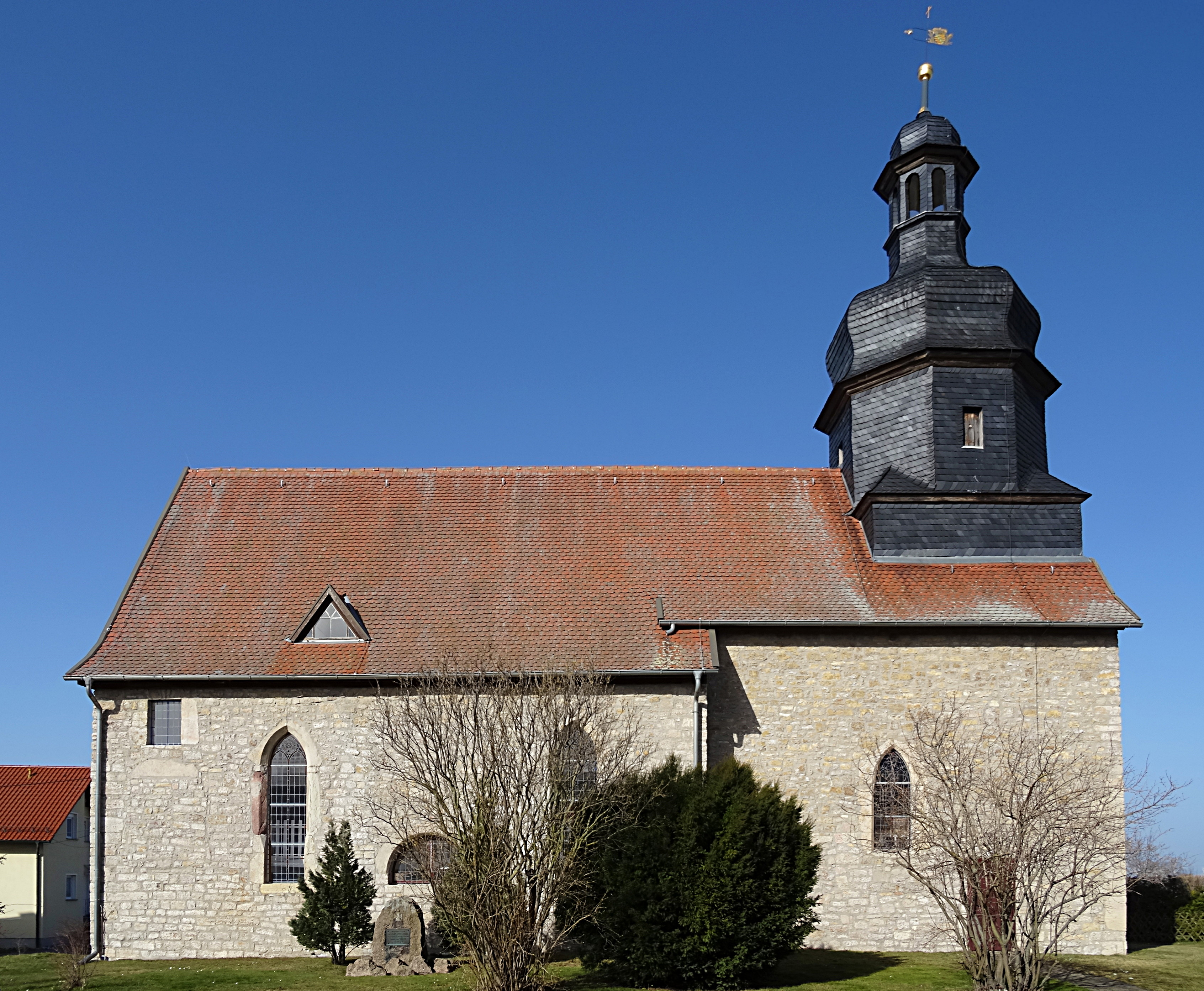
Hermstedt, St. Wigbertus

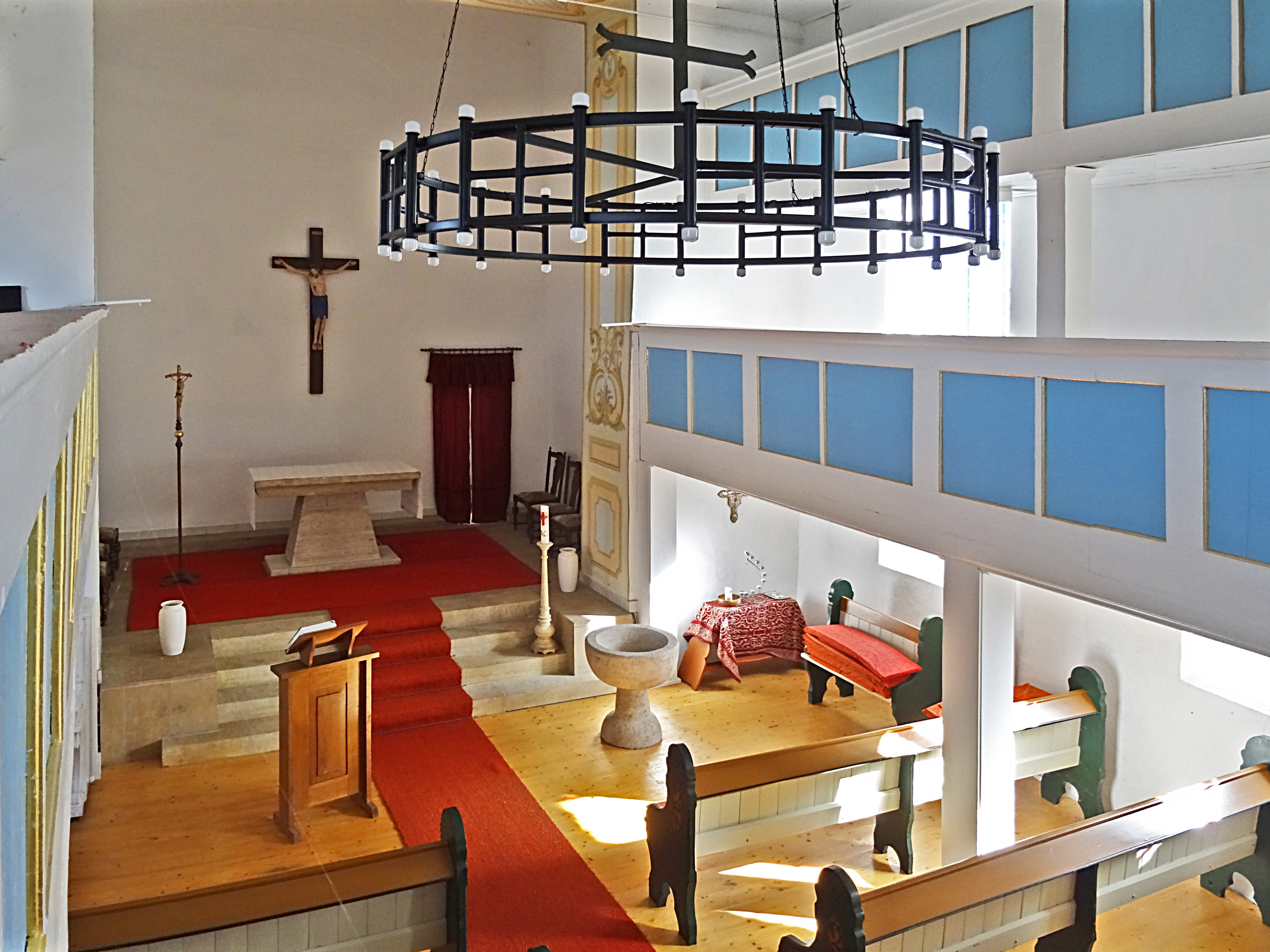
Innenansicht

Die evangelisch-lutherische Kirche St. Wigbertus, nach dem den Abt und Missionar Wigbert benannt, steht in der Dorfstraße 55 von Hermstedt, einem Ortsteil der Stadt und Landgemeinde Bad Sulza im Landkreis Weimarer Land in Thüringen. Die Kirchengemeinde Hermstedt gehört zur Pfarrei Apolda III im Kirchenkreis Apolda-Buttstädt der Evangelischen Kirche in Mitteldeutschland.

## Beschreibung
Die Kirche entstand 1641 auf den Resten der Vorgängerkirche aus dem 14. Jahrhundert. Die in Teilen noch romanische Saalkirche hat einen eingezogenen, längsrechteckigen frühgotischen Chor. Die stark abgefasten spitzbogigen Fenster wurden erst bei der Wiederherstellung nach einem Brand 1641 eingesetzt. 1848 erhielt ihr Dachturm im Osten einen achtseitigen verschieferten Aufsatz, in dem sich der Glockenstuhl befindet. Darüber befindet sich eine Haube, die von einer Laterne gekrönt ist.
Im Glockenstuhl hängen eine 1742 von Johann Christoph Rose (Apolda) gegossene bronzene Glocke, die im Zweiten Weltkrieg zum Einschmelzen nach Ilsenburg abgeliefert wurde (11-23-90 B) und am 4. Februar 1948 zurückgeholt werden konnte. Sie läutet gemeinsam mit einer 1919 gefertigten Eisenhartgussglocke von Schilling & Lattermann (Apolda-Morgenröthe).
Der von einem hölzernen Tonnendach überspannte Innenraum hat dreiseitige, zweigeschossige Emporen. Der Kanzelaltar mit seinem architektonischen Aufbau stammt aus dem 18. Jahrhundert, das kelchförmige schmucklose Taufbecken aus dem 16./17. Jahrhundert.

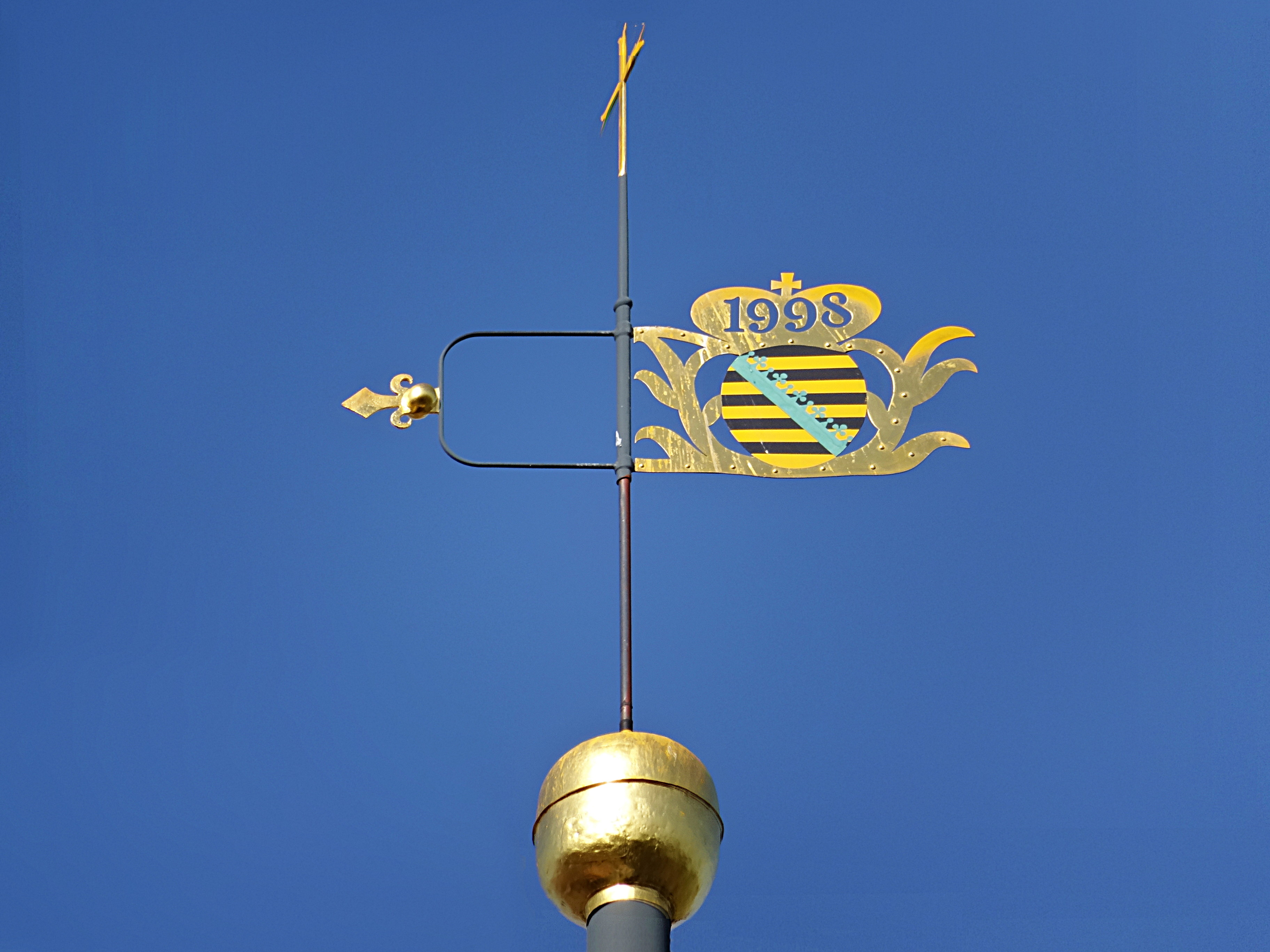
Wetterfahne

Die Orgel mit 19 Registern, verteilt auf zwei Manuale und Pedal, wurde 1829 von Johann August Poppe gebaut. Ihre Teile sind heute ausgelagert. Der Orgelplatz auf der zweiten Empore ist leer.
Von 1992 bis 2006 erfolgte eine Generalsanierung der Kirche.